# 1632 Sieböhme
1632 Sieböhme là một tiểu hành tinh vành đai chính với chu kỳ quỹ đạo là 1580.2798632 ngày (4.33 năm).
Nó được phát hiện ngày 26 tháng 2 năm 1941.